# Pázmánd
Pázmánd é um município da Hungria, situado no condado de Fejér. Tem 27,14 km² de área e sua população em 2015 foi estimada em 2.157 habitantes.